# گمینا ووپیننگک گورنه
گمینا ووپیننگک گورنه (به لهستانی:  Gmina Łopiennik Górny) یک گمینا در لهستان است که در شهرستان کراسنستاف واقع شده‌است. گمینا ووپیننگک گورنه ۱۰۶٫۲۵ کیلومتر مربع مساحت و ۴٬۳۰۱ نفر جمعیت دارد.